# Горзев, Борис Аркадьевич
Борис Аркадьевич Горзев (настоящая фамилия — Альтшулер; 30 мая 1944, Москва — 27 июля 2015, там же) — русский прозаик и поэт. Член Союза писателей Москвы. Автор многих опубликованных в России и в других странах книг и сценариев телевизионных фильмов. Редактор литературного отдела журнала «Химия и жизнь».

## Биография
Родился в 1944 году в Москве. Отец — экономист Аркадий Борисович Альтшулер, доктор юридических наук, профессор, автор многочисленных научных трудов и монографий по правовым вопросам внешней торговли, международному валютному и финансовому праву; мать — врач-терапевт. После окончания школы поступил в Первый медицинский институт, который окончил в 1969 году.
Работал сначала практикующим врачом, а затем перешёл на научную работу в лабораторию клинической генетики Института медицинской генетики АМН СССР (до 1989 года старший научный сотрудник).
В 1978 году защитил кандидатскую диссертацию «Генетические исследования язвенной болезни»; совместно с М. Ю. Меликовой разработал методику генеалогического анализа больных язвенной болезнью желудка и двенадцатиперстной кишки, занимался также психологическими исследованиями в программе изучения генетической предрасположенности к язвенной болезни.
С юности писал стихи и прозу. В 1985 году стихотворения медика, старшего научного сотрудника Б. А. Горзева впервые опубликовала «Медицинская газета». До 1989 года он сочетал научную работу в перспективном направлении современной медицины с «ночным» литературным творчеством. Уволившись из института, Горзев полностью посвятил себя писательству. Работал редактором литературного отдела журнала «Химия и жизнь». Собственные публикации в журнале подписывал псевдонимом А. А. Травин, занимался также психологическими исследованиями в программе изучения генетической предрасположенности к язвенной болезни.
Стихи и прозу Горзева начали печатать ведущие литературные журналы страны. Журнал «Знамя» в 1991 году опубликовал повесть «Перевал», во многом предвосхитившую грядущие события на Кавказе. В 1992 году в журнале «Согласие» была напечатана повесть «Бобрищев Пушкин 1-й». В «Дружбе народов» — повесть «Ведьмица» (1994) и подборка стихов (1995).
Первый сборник стихотворений Б. А. Горзева «За Ойкуменой» вышел в 1996 году. Во вступительной статье к изданию поэт Юрий Ряшенцев писал: «Поэтический фундамент Бориса Горзева прочен и благороден. Он — плоть от плоти русской класики».
В 1997 году было опубликовано отдельным изданием медико-историческое исследование «Пушкинские истории. Расследования полтора века спустя».
Им написаны очерки о П. И. Пестеле, Гансе-Христиане Андерсене, Борисе Годунове, адмирале А. В. Колчаке и его гражданской жене А. В. Книпер, поэте П. Когане, композиторе И. Шварце, несколько телевизионных сценариев.
Б. А. Горзев был автором и участником ряда радиопередач о поэзии и поэтах. Неоднократно читал собственные произведения на литературных вечерах в Доме-музее Марины Цветаевой, Государственном музее В. В. Маяковского.
С 1998 года — член Союза писателей Москвы.
Книги Б. А. Горзева публиковались различными издательствами. Некоторые из них переведены на польский и болгарский языки. С 2010 года Борис Горзев был постоянным автором литературного журнала «Зарубежные задворки» — «Za-Za». В его произведениях, независимо от их художественной формы, отражался жизненный опыт автора, как бы стороннего, но пытливого наблюдателя и исследователя, его навыки врача. Писатель Б. Евсеев отметил, что «прозопоэт», «поэтопрозаик» Горзев не боится «обытовления» стиха, «выщёлкивает из хаоса и пустот золотые пятидесятикопеечники бытия. Чтобы потом вложить их в свою, только свою, поэтическую летопись».
Умер писатель в Москве 27 июля 2015 года.
Горзев, считавший, что вразрез эгоистическому чувству «к самосохранению и стремлению к личной выгоде» в человеке идут проявления самоотвержения, милосердия и альтруизма, и избравший, во имя творчества, материальное самоограничение, как стиль жизни, писал:
…Я прожил больше срока,

и если брал, то только как сорока,

крадущая блестящую муру…

Ночные строфы в мае. (2000 г.)

## Семья
Жена — Юлия Абросимова. Дети — сын Евгений Абросимов и дочь Зинаида.

## Книги
- За Ойкуменой — М.: Грааль, 1996, 95 с.
- Пушкинские истории. Расследования полтора века спустя — М.: Изограф, 1997, 96 с. ISBN 5-87113-061-5
- Теплый переулок — М.: Грааль, 1998, 349с. ISBN 5-7873-0036X
- Летопись. Стихи — М.: Грааль, 1999, 216 с. ISBN 5-7873-0013-0
- Несколько нежных дней — М.: Изограф, 2000, 296 с. ISBN 5-87113-091-7
- Страсти поздних времен — М.: Хроникер , 2001, 240 с. ISBN 5-8415-0001-5
- Любовь в конце столетья — М.: Хроникер, 2001, 312 с. ISBN 5-7873-0042-6
- Синдром Чарли Чаплина: Маленький роман и повесть — М.: ВИГРАФ, 2004, 154 с. ISBN 5-94437-002-5
- Горящий человечек — М.: Э.РА, Летний сад, 2010, 264 с. ISBN 978-5-98575-510-7
- Виртуоз и другие — С.-Пб.: Геликон-плюс, 2011, 440 с. ISBN 978-5-93682-676-4
- Хлеб и вино (сборник стихотворений) — М.: ЭРА, 2011, 88 с.
- Врачебный роман — М.: ЭРА, 2011, 268 с. ISBN 978-5-905016-45-5
- Жизнь и смерть бабки Соколовер — С.-Пб.: Геликон-плюс, 2011, 296 с. ISBN 978-5-93682-715-0
- Кино-Маркиза, или Любовь в конце столетья — Дюссельдорф: Za-Za Verlag, 2012, 284 с. ISBN 9781471042317
- Блаженство горького творенья — С.-Пб.: Геликон-плюс, 2012, 388 с. ISBN 978-5-93682-821-8
- Частная жизнь героя в XX веке — Дюссельдорф: Za-Za Verlag, 2013, 280 с. ISBN 978-1-29166-970-1
- Два романа о любви — С.-Пб.: Геликон Плюс, 2014, 404 с. ISBN 978-5-93682-964-2

## Журнальные публикации
- Перевал. Повесть — Знамя, 1991, № 10
- Бобрищев Пушкин 1-й. Повесть — Согласие, 1992, № 3
- Ведьмица. Повесть — Дружба народов, 1994, № 2
- По эту сторону травы (посвящения любимым) — Вестник, 2003, № 5 (316)[17]
- Четверть века без Высоцкого — Химия и жизнь — XXI век, 2005, № 7
- Морфозы. Повесть — Дружба Народов, 2007, № 9"[18]
- Хлеб и вино. Стихи — Новый мир, 2009, № 11"[19]

Последняя прижизненная публикация Б. А. Горзева датирована январём 2015 года.